# Santa Clara (Kuba)
Santa Clara Kuba középső részén, az Escambray-hegység nyugati lábánál fekvő város. Villa Clara tartomány székhelye. 2012-es népszámlálási adatok szerint 240 543 lakosa volt. A város közlekedési és gazdasági központ.

## Történelme
A Fulgencio Batista által vezetett kormány elleni kubai forradalom alatt a stratégiailag fontos várost 1958. december 29-én a felkelők elfoglalták. A város elfoglalói a felkelők fő csoportjához, a Július 26. Mozgalomhoz (spanyolul: Movimiento 26 de Julio, rövidítve M-26-7) tartoztak. Parancsnokuk Ernesto Che Guevara volt. A sikeres akció után lehetővé vált, hogy megállítsák és elfogják a kormányerők fegyverszállítmányát. Santa Clara elfoglalása a forradalom legnagyobb katonai sikere volt. 1959. január 1-én Batista elhagyta az országot.

## Látnivalók
Ernesto Che Guevara 1967-ben Bolíviában halt meg. 1997-ben maradványait Kubába szállították és Santa Clarában épített mauzóleumban helyezték el.
A város főtere a Leoncio Vidal park. Itt található Marta Abreu szobra.

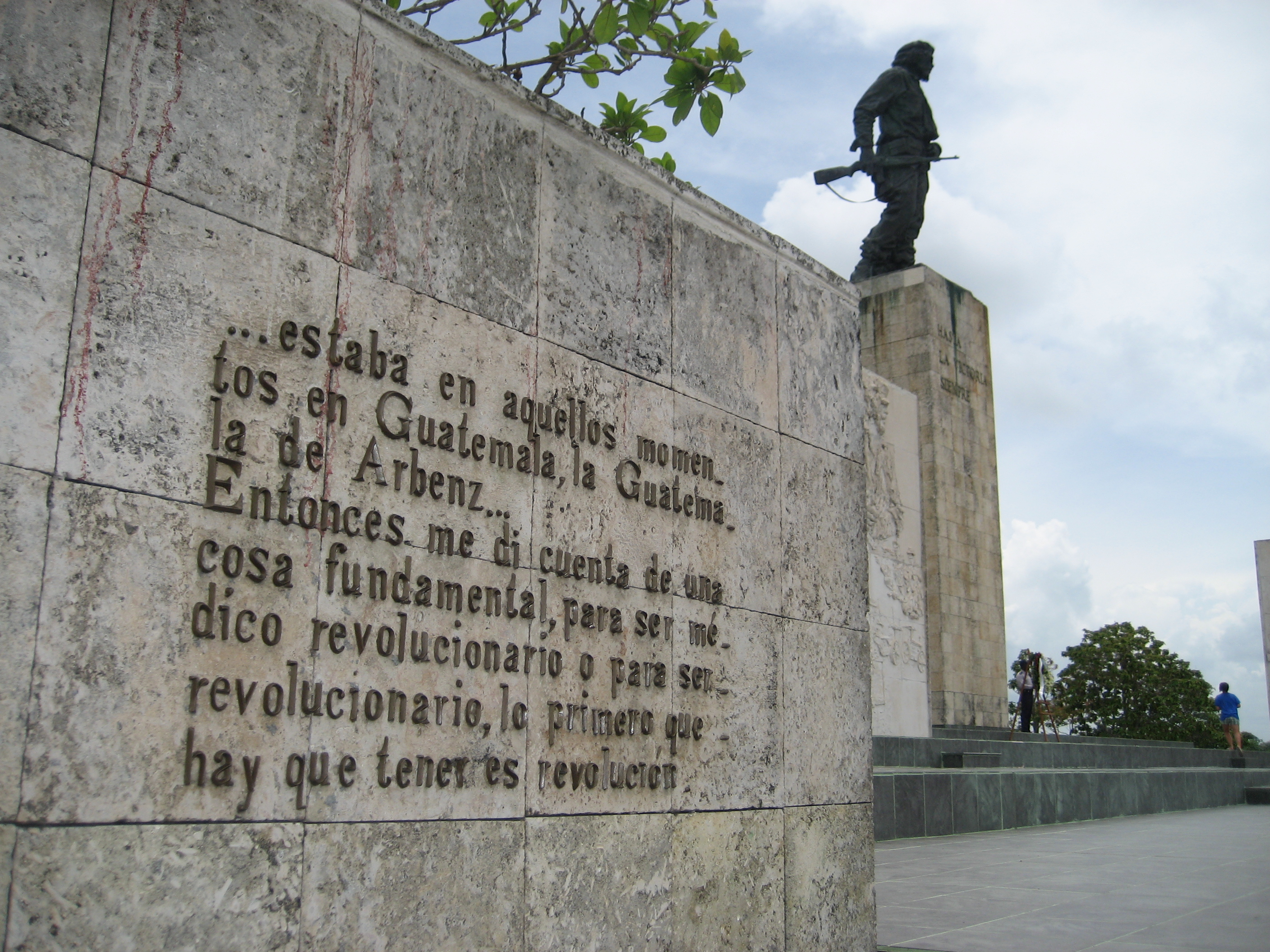
Ernesto Che Guevara mauzóleuma
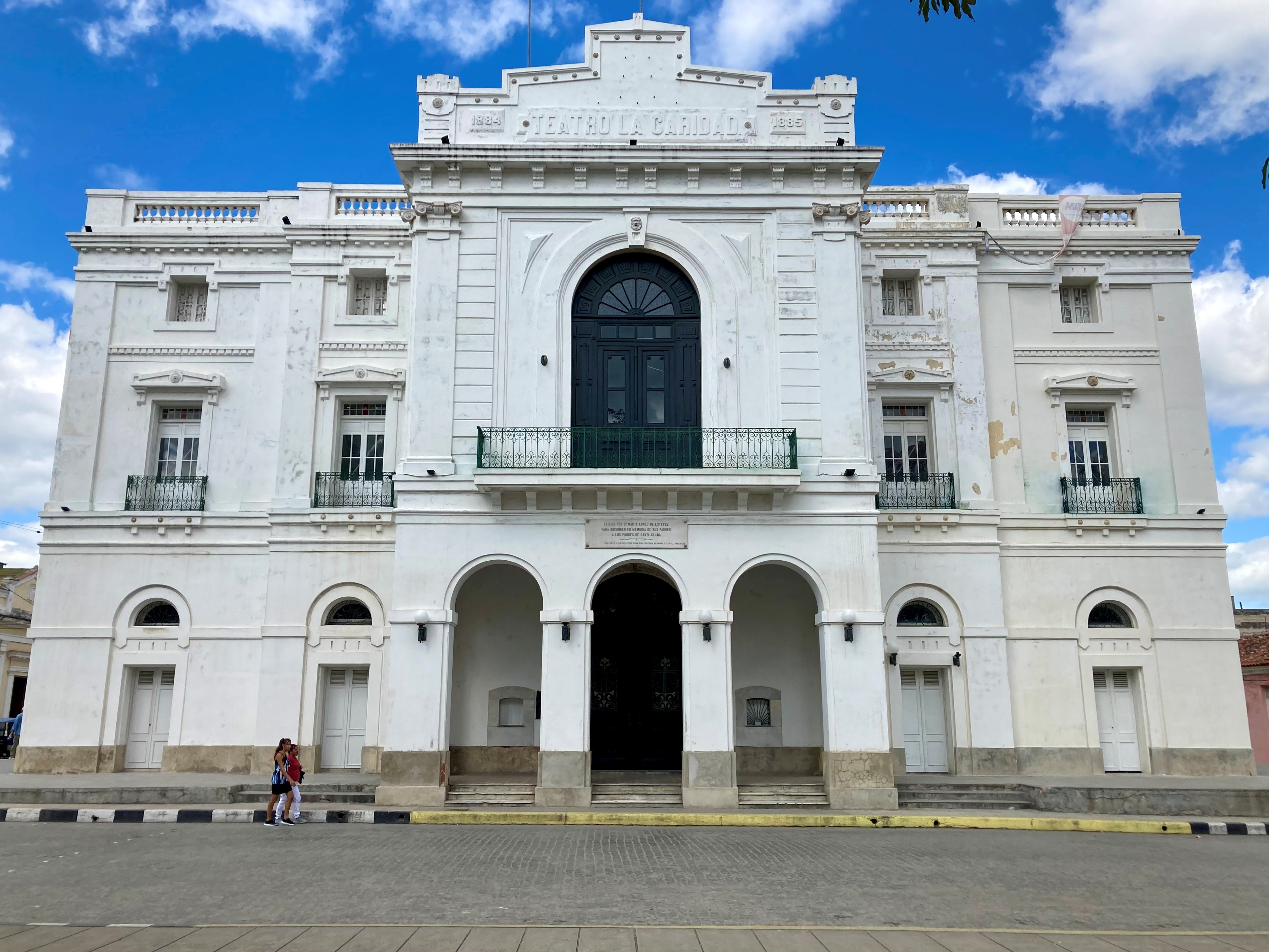
Santa Clara színházának épülete
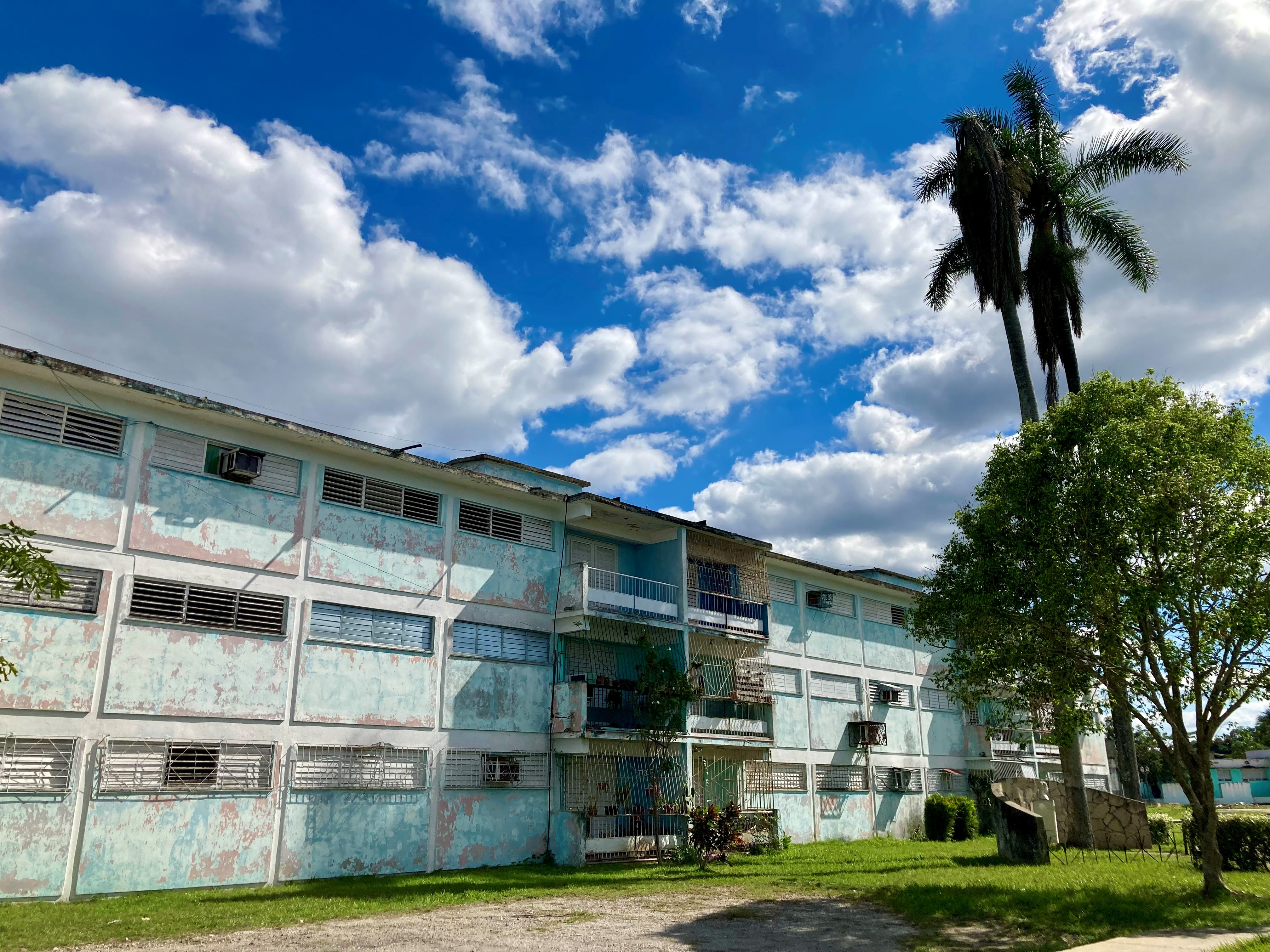
Lakótelep
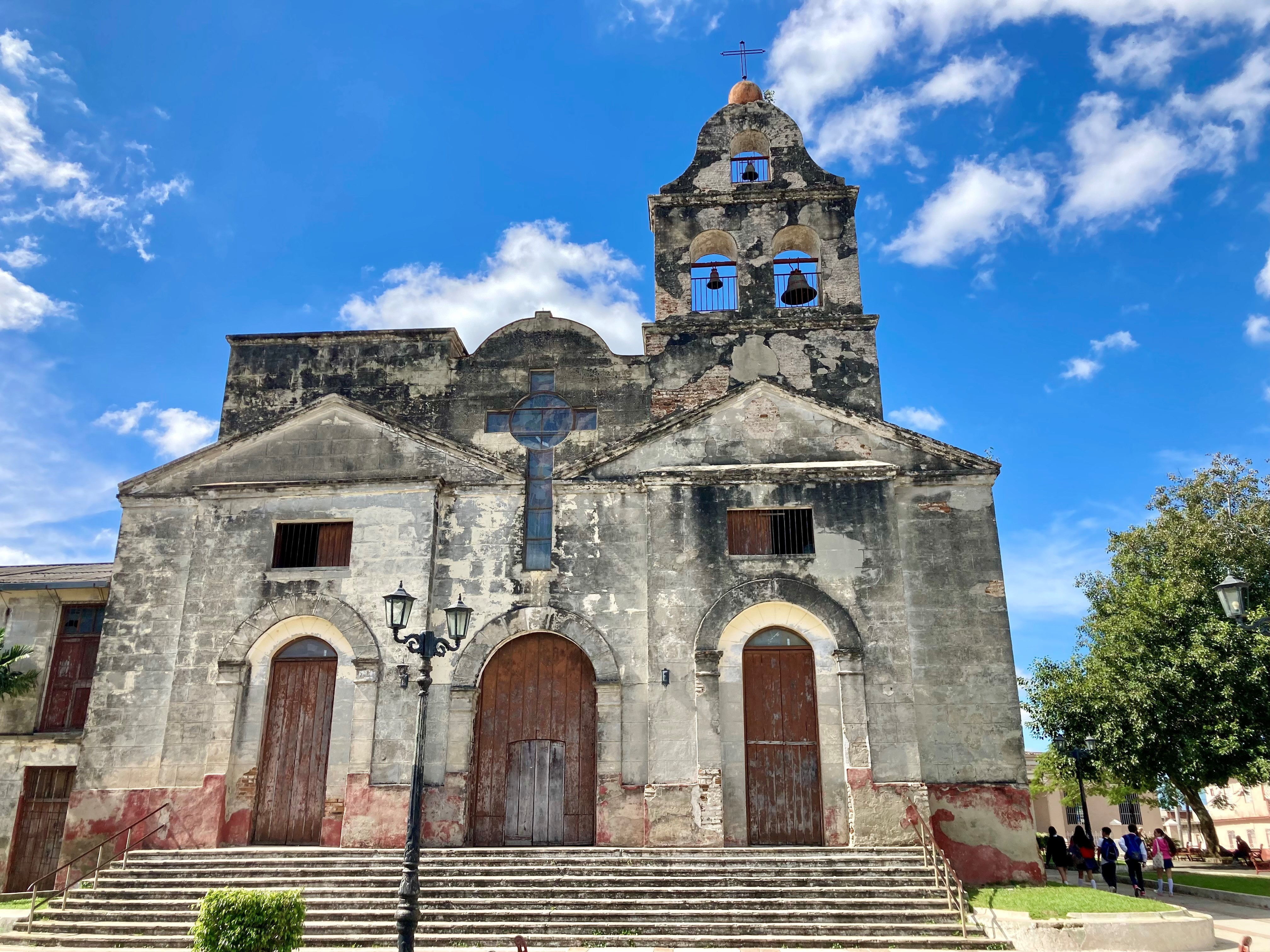
Iglesia La Divina Pastora
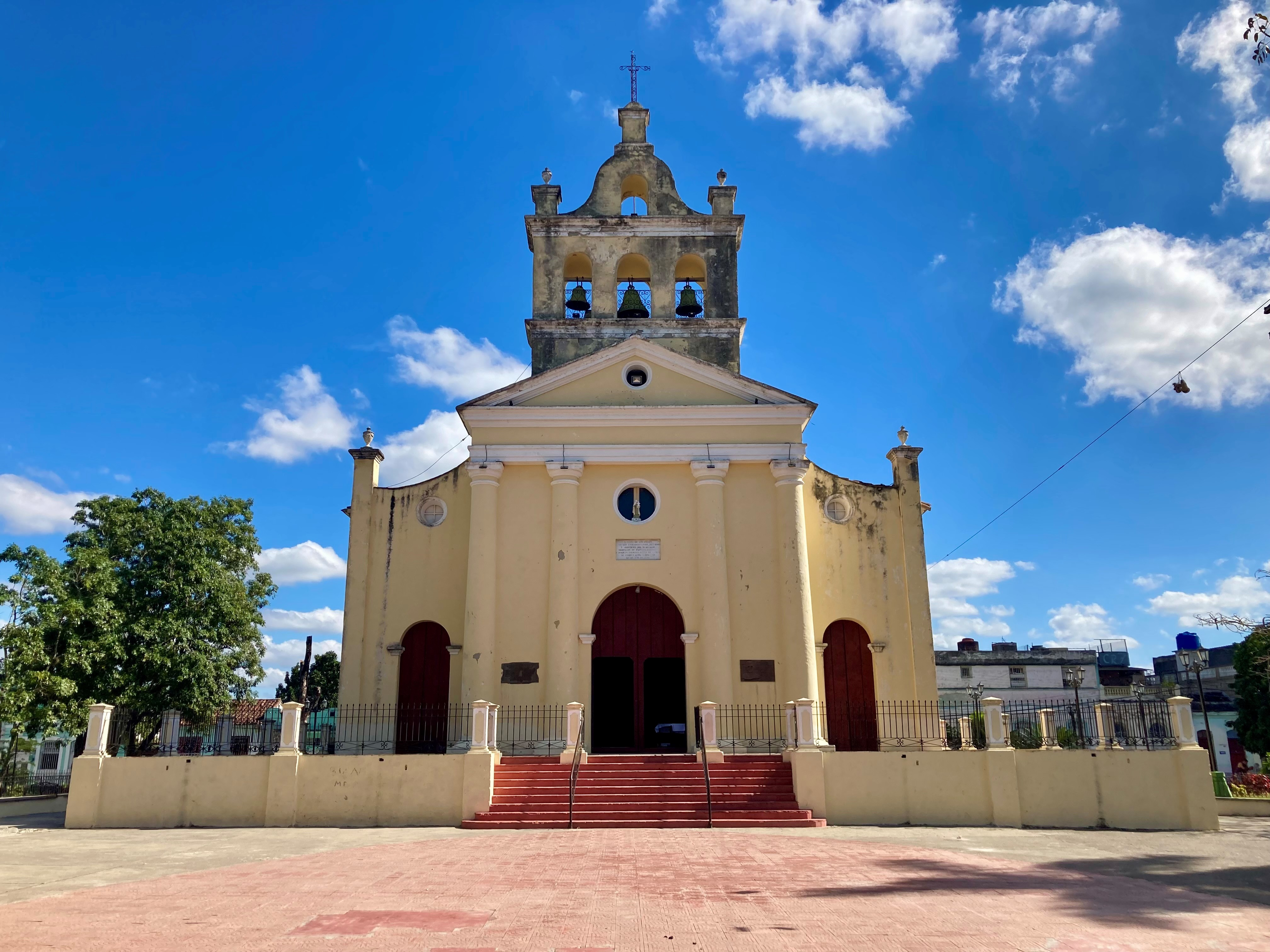
Kármelhegyi Boldogasszony-templom
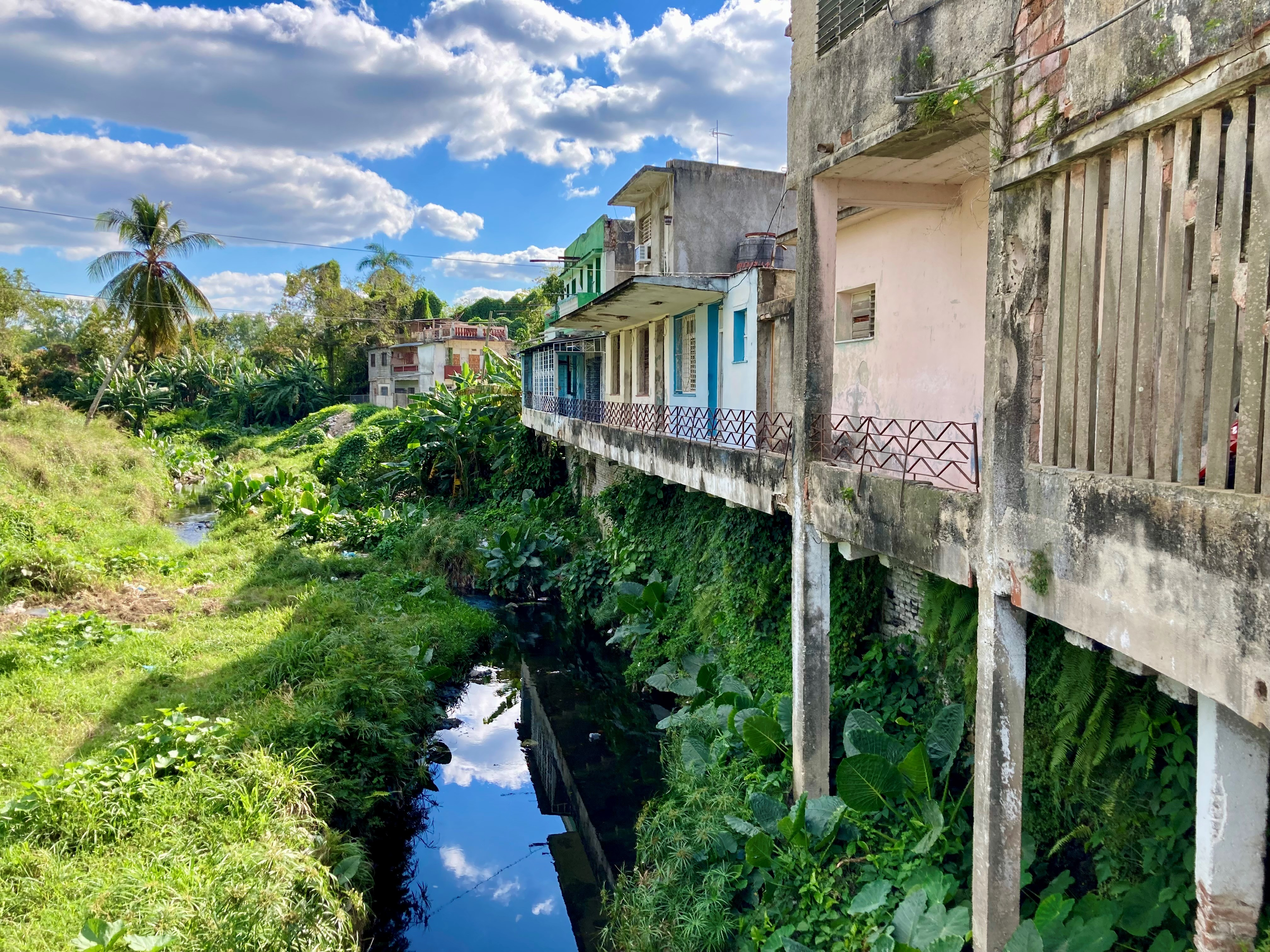
Házak a Cubanicay mentén

## Fordítás
- Ez a szócikk részben vagy egészben  a   Santa Clara (Kuba) című német Wikipédia-szócikk ezen változatának fordításán alapul.  Az eredeti cikk szerkesztőit annak laptörténete sorolja fel. Ez a jelzés csupán a megfogalmazás eredetét és a szerzői jogokat jelzi, nem szolgál a cikkben szereplő információk forrásmegjelöléseként.